# Кингстон (Њу Џерзи)
Кингстон (енгл. Kingston) насељено је место без административног статуса у америчкој савезној држави Њу Џерзи.

## Демографија
По попису из 2010. године број становника је 1.493, што је 201 (15,6%) становника више него 2000. године.
| Група             | 2000.       | 2010.         |
| Белци             | 874 (67,6%) | 1.053 (70,5%) |
| Афроамериканци    | 104 (8,0%)  | 84 (5,6%)     |
| Азијати           | 130 (10,1%) | 186 (12,5%)   |
| Хиспаноамериканци | 151 (11,7%) | 145 (9,7%)    |
| Укупно            | 1.292       | 1.493         |